# 车队指令

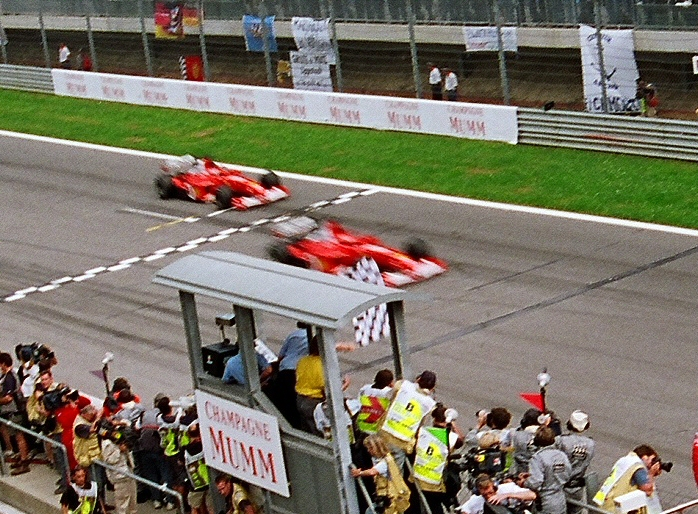
F12002年奥地利大奖赛上，法拉利车队使用车队指令，要求赛道上领先的鲁本斯·巴里切罗将位置让给迈克尔·舒马赫，最终两位车手在到达终点线前交换位置

车队指令（英文:Team orders），特指在赛车运动中，某支车队根据当场比赛或赛季需要，在两名或多名车手跑在前后衔接顺序位置的时候，使用车队无线电等形式人为干涉赛道上车手的位置，使车手之间交换排名位置的行为。
一部分情况下，车队指令的出现和执行可能使比赛偏离正常比赛节奏，进而使比赛引发公平性争议，而车队指令中处于劣势的一方也可能会因指令的使用，与车队产生摩擦或冲突。

## 实现方式
车队指令在很多时候可以提前完成，通常是在车手排名相邻时，通过特定的车队无线电通话等方式人为设置队内车手的排名顺位或优先顺序，并要求车队的其中一位或多位车手将赛道上的位置让给队友，或下达指令要求车手在赛道上保持当前位置，不要对队友进行攻击。
车队指令可以在多种情况下出现：
- 如果车队的某一名车手在特定比赛中落后，却需要更好成绩以提高积分榜排名或需要争夺总积分榜排名的情况下，一部分车队会使用车队指令，要求积分榜上获得积分相对较少的车手将位置让出，并交给车队中积分相对较多的车手，使得积分较多的车手可以得到更多积分，从而提高或巩固排名。

- 如果一支车队的两名甚至更多名车手在比赛中处于领先地位，车队几乎可以确保比赛胜利时，车队也会使用车队指令，要求车手之间保持位置，以防止车手在相互竞争时发生碰撞或赛车机械故障，同时通过保持位置的形式节省燃料使用。

## 一级方程式中的车队指令
目前，车队指令在一级方程式赛车中被认为合法，但在不同的历史时期，使用方式不同，甚至在一部分时期被禁用。

### 早期使用
在早期的一级方程式赛车比赛之中，当车队一号车手的赛车发生故障时，其队友甚至可能将自己的赛车让给一号车手，这也符合当时的规则。同时，早期的车队指令大多数是战略需要，以下是一些实例：
1955赛季英国站比赛中，梅赛德斯车队要求胡安·曼努埃尔·方吉奥不要对队友斯特林·莫斯发起攻击，从而让身为英国车手的莫斯能够在安特里赛道举行的主场比赛中获胜。方吉奥在比赛的后期不得不遵守这一指令，没有对前方的莫斯进行攻击。最终，方吉奥取得比赛亚军，只落后莫斯不到一秒。
1964赛季的收官战墨西哥大奖赛上，洛伦佐·班迪尼在比赛中将位置让给了身后的约翰·苏尔特斯，最终苏尔特斯凭借队友的让车，获得了足够的积分，并击败诺曼·格拉汉姆·希尔取得了当赛季的车手总冠军。
1979赛季德国站上，威廉姆斯车队要求车手积分榜上领先的克莱·雷加佐尼不要在比赛中对车队的一号车手兼队友阿兰·琼斯进行攻击。阿兰·琼斯在此后的两个赛季一直被威廉姆斯车队视为一号车手，但在1981年巴西站上，卡洛斯·罗伊特曼故意无视车队指令，没有让过琼斯，最终导致了罗伊特曼与琼斯在队内关系上的僵化。该赛季后琼斯选择退役，而罗伊特曼也以一分之差无缘该赛季车手总冠军。
1982年法国站上，雷诺车队的勒内·阿尔努违抗车队指令，没有让过车手积分榜上领先于自己的队友阿兰·普罗斯特，从而激怒了车队高层。普罗斯特由于落后于队友，因此在比赛中失去了潜在的3个积分，然而由于在赛季末的车手积分榜上，他落后于该赛季世界冠军科克·罗斯伯格10分，这次让车未遂并不影响赛季总成绩。
1983年南非大奖赛上，布拉汉姆车队曾要求里卡多·帕特雷斯在必要情况下将比赛胜利让给队友尼尔森·皮奎特，以保证皮奎特能够获得该赛季车手总冠军。然而，在帕特雷斯取得该场比赛冠军，皮奎特取得季军的情况下，皮奎特已经足以取得车手总冠军，因此最终车队并未下达让车指令。
1992年法国大奖赛上，为威廉姆斯车队效力的里卡多·帕特雷斯曾挥手让队友奈杰尔·曼塞尔超过自己，最终曼塞尔和帕特雷斯分获比赛冠亚军，曼塞尔也在该赛季末加冕车手总冠军。

### 负面影响及车队指令被禁止
如果我们竞争，我们两个在赛道上竞争的话，我们可能到最后什么也得不到，不过决定权在埃迪手中。

20世纪90年代起，车队指令开始被媒体突出报道，车队指令也随之被车迷所厌恶甚至反对，最终于2002赛季后暂时被国际汽联禁止。
1997赛季欧洲大奖赛中，威廉姆斯车队工程师向已经取得年度车手冠军的雅克·维伦纽夫下达车队指令，要求维伦纽夫将位置让给迈凯伦车队的车手，理由是“他们（迈凯伦车队）很有用”。
1998年澳大利亚大奖赛上，迈凯伦车队的两位车手大卫·库特哈德和米卡·哈基宁在比赛尾声阶段根据赛前安排交换位置，从而引发轩然大波。同样在该年度的比赛之中，乔丹车队在比利时站有望包揽前两名的情况下，要求排在第二位的拉尔夫·舒马赫不要超越达蒙·希尔，以保证车队能够顺利以包揽冠亚军的成绩完赛。虽然拉尔夫遵守了车队指令，乔丹车队也借此取得了其在F1的首个分站冠军，但在拉尔夫的哥哥迈克尔·舒马赫得知真相后，他对乔丹车队的所作所为感到气愤，并出资200万英镑买断了拉尔夫的合同，最终拉尔夫在1999赛季转投威廉姆斯车队。
1999年德国大奖赛上，法拉利车队要求米卡·萨罗将领跑位置让给队友埃迪·埃尔文，以帮助后者取得更多积分及争夺车手总冠军。最终萨罗照做，没能取得比赛冠军，而该次领跑本可以转化为他在109场F1比赛中的唯一一个分站冠军。埃尔文虽然最终获胜，但他在车手积分榜上以微弱劣势败给迈凯伦车队的哈基宁，没能取得车手总冠军。
当我到了最后一个弯角的时候，我不知道该做什么，车队也没有说什么。

迈克尔以......你知道的，一种友善的方式试图让我们同时冲线。

我想我冲线时的位置似乎更靠前一些，但我们能说什么？

迈克尔·舒马赫：我们没有计划过比赛结束的方式。

我们试图一起冲线，但只因为那一点点的差距没有实现。

以上几个例子只是短暂引发了争议，但法拉利车队于2002赛季的车队指令行为促使国际汽联禁止车队指令的使用：
2002年奥地利大奖赛上，法拉利车队在比赛即将结束时要求鲁本斯·巴里切罗将领先位置让给队友迈克尔·舒马赫，最终巴里切罗在冲线前让过舒马赫，使得后者以领先0.182秒的成绩获得分站冠军 。两位车手均对该次车队指令表示不满，赛后的颁奖仪式上，舒马赫拒绝站在分站冠军位置上领奖，并将位置礼让给巴里切罗；而赛后发布会上，舒马赫也拒绝在发布会中心位置接受采访。法拉利车队在赛后以违反领奖台秩序的原因被罚款，而车队使用指令影响比赛结果的行为也招致负面批评。
同年美国站上，法拉利车队的两位车手被质疑故技重施：在舒马赫和巴里切罗即将冲线前，处于领先位置的舒马赫突然将赛车减速，随后排名第二位的巴里切罗追上舒马赫，两名车手以几乎并驾齐驱的方式冲线。最终赛会裁定，巴里切罗以0.011秒的优势取得分站冠军，而这一次让车行为被质疑是法拉利车队所下达的又一次指令，是舒马赫对奥地利站上巴里切罗未能获得冠军的补偿。赛后的采访中，巴里切罗和舒马赫分别为自己的行为辩护，称当时两人均想“同时冲线”。
2002赛季结束后，国际汽联通过决议，宣布禁止可能会影响比赛成绩的车队指令。

### 隐蔽的车队指令
2002年至2010年期间，车队指令在F1中被禁止，但车队时常使用隐蔽手段以逃避国际汽联的监管及处罚。
这其中，最有争议的一次车队指令发生在2008年新加坡大奖赛之中：当场比赛的第14圈中，由尼尔森·小皮奎特驾驶的雷诺R28赛车在通过17号弯时突然撞上护墙，导致赛会出动安全车，最终小皮奎特的队友费尔南多·阿隆索借由此次安全车出动升至首位，并最终获得比赛胜利。
然而，在2009年小皮奎特被雷诺车队解雇后，他向巴西媒体主动披露：自己的撞车是在车队指令的要求下完成。最终经过国际汽联调查，雷诺车队利用车队指令操纵比赛的事实属实，国际汽联也针对该次车队指令事件对责任人分别做出处罚：雷诺车队被判罚禁止参加F1赛事（缓期两年执行），直接责任人车队领队弗拉维奥·布里亚托利被永久禁止参与F1及任何由国际汽联组织的赛事，而工程执行主管帕特·西蒙兹则被禁赛五年。但在布里亚托利和西蒙兹上诉后，两人的禁赛令已被推翻。
而在2010年德国站的比赛中，法拉利车队则通过车队无线电暗号的方式通知两位车手交换位置：在比赛第48圈时，菲利佩·马萨的比赛工程师罗伯·斯梅德利向处于全场领先位置的马萨下达指令，称后方的队友费尔南多·阿隆索“比你快”，随后马萨于第49圈将领先位置礼让给阿隆索。而在赛后斯梅德利的无线电通话被曝光后，法拉利车队因违反规则被处以10万美元的罚款。

### 车队指令禁令废除及争议
2010赛季后，国际汽联承认对车队指令的禁令不起作用，需要重新评估。2011赛季起，车队指令的禁令不再出现于F1赛事规则之中。然而，对于车队指令的解封也引发了多次争议。
2013年马来西亚大奖赛上，红牛车队向两位车手塞巴斯蒂安·维特尔和马克·韦伯下达代号为“Multi-Map 21”的车队指令，要求维特尔和韦伯降低引擎功率，保持当前位置，不做任何攻防，直至比赛结束（韦伯在前，维特尔在后，因此代号末尾为“21”）。然而在比赛进行至第46圈时，维特尔违反车队指令，开始对韦伯发起攻击，最终成功超越韦伯，取得当场比赛胜利。在比赛中途及赛后的领奖台登台准备时间，韦伯多次对维特尔违反车队指令的行为表示不满，这次违反车队指令事件也导致维特尔与韦伯的关系出现裂痕。
2017年匈牙利大奖赛上，梅赛德斯车队对瓦尔特里·博塔斯下达车队指令，要求其为刘易斯·汉密尔顿让出第三名位置，以让汉密尔顿攻击处于第二名的基米·莱科宁。而在比赛后段，由于汉密尔顿无法超越莱科宁，他又将位置交还博塔斯。
2018年德国大奖赛上，梅赛德斯车队故技重施，要求博塔斯不要在安全车结束后继续攻击处于比赛领先的汉密尔顿。同年俄罗斯站上，博塔斯又被车队要求将领先位置让给汉密尔顿。此两次让车事件中，梅赛德斯车队的策略师詹姆斯·沃勒斯下达车队指令时使用的“瓦尔特里，这是詹姆斯......”（Valtteri, it's James...）也被众多网友加以引用和后期制作。
2019年澳大利亚大奖赛上，法拉利车队要求夏尔·勒克莱尔保持赛道位置，不要超越队友塞巴斯蒂安·维特尔。而在中国站上，法拉利车队领队马蒂亚·比诺托又要求勒克莱尔对维特尔进行让车。随后比诺托在采访中称，车队做出了“正确的决定”。
2022年西班牙大奖赛上，红牛车队要求沙治奥·佩雷斯放弃领先位置，以让队友马克斯·维斯塔潘取得比赛胜利，进而在车手积分榜上超越法拉利车队的勒克莱尔，并取得积分榜上的优势。佩雷斯表示他对车队的表现感到满意，但同时他要求车队解释车队指令事件。一个月后的阿塞拜疆站上，红牛车队再次在比赛中对两位车手使用车队指令，要求领跑的佩雷斯在队友维斯塔潘追近时放弃防守，不要发生缠斗。
2022年英国大奖赛上，法拉利车队曾在比赛的初段及后段先后两次使用车队指令。比赛前半段，车队曾对圈速未达到既定目标的小卡洛斯·塞恩斯下达指令，要求其将位置让给身后的队友夏尔·勒克莱尔，塞恩斯也遵守了该次指令；而在比赛后半段安全车出动后，车队又再次下达指令，要求塞恩斯保持位置。然而，塞恩斯违抗了第二次车队指令，超越队友勒克莱尔，最终夺得职业生涯首个F1分站冠军，而勒克莱尔则因轮胎状况不佳被后方赛车超越，只以第4名完赛，赛后法拉利车队的决定也引发了争议。
2022年聖保羅大奖赛上，红牛车队要求马克斯·维斯塔潘将第六名让给队友塞尔吉奥·佩雷兹，以帮助佩雷斯在車手積分榜上争夺第二名。但维斯塔潘拒絕相關要求，兩名車手並以原有位置衝線，而取得第四名的陸克萊結果在車手積分榜上追平佩雷斯。賽後車隊領隊表明會調查事件。
2023年美国大奖赛上，法拉利车队要求夏尔·勒克莱尔让车给队友小卡洛斯·塞恩斯，引来夏尔的抱怨，“为什么我要让出自己的位置。”

## 其它赛事中的车队指令
纳斯卡赛车中，车队指令不仅可用于同一车队的车手，还可用于使用同一家制造商的赛车的不同车队与车手。涉及同一家制造商的车队指令被称为“制造商指令”。
MotoGP赛事中的车队指令虽然不常见，但个别的使用情况引发了广泛批评。